# Thiago Espinosa
Thiago Nahuel Espinosa Dovat (Rosario, 9 novembre 2004) è un calciatore uruguaiano, difensore del Racing Montevideo.

## Carriera
Espinosa è cresciuto nel settore giovanile del Peñarol, che ha lasciato nel gennaio del 2024 per unirsi al Racing Montevideo. Ha esordito in prima squadra il 19 aprile seguente nell'incontro di Primera División pareggiato 1-1 contro il Cerro.

## Statistiche

### Presenze e reti nei club
Statistiche aggiornate al 19 maggio 2024.
| Stagione        | Squadra           | Campionato      | Campionato | Campionato | Coppe nazionali | Coppe nazionali | Coppe nazionali | Coppe continentali | Coppe continentali | Coppe continentali | Altre coppe | Altre coppe | Altre coppe | Totale | Totale | Totale |
| Stagione        | Squadra           | Comp            | Pres       | Reti       | Comp            | Pres            | Reti            | Comp               | Pres               | Reti               | Comp        | Pres        | Reti        | Pres   | Reti   |        |
| --------------- | ----------------- | --------------- | ---------- | ---------- | --------------- | --------------- | --------------- | ------------------ | ------------------ | ------------------ | ----------- | ----------- | ----------- | ------ | ------ | ------ |
| 2024            | Racing Montevideo | PD              | 24         | 2          | CU              | 2               | 0               | CS                 | 3                  | 0                  |             | -           | -           | 29     | 2      |        |
| Totale carriera | Totale carriera   | Totale carriera | 24         | 0          |                 | 2               | 0               |                    | 3                  | 0                  |             | -           | -           | 13     | 0      |        |

## Palmarès

### Club

#### Competizioni giovanili
- Coppa Libertadores Under-20: 1

Peñarol: 2022